# Erotic
 (février 2022).
L'article doit être relu — et modifié si nécessaire — par des contributeurs indépendants pour apporter un regard critique aux contributions effectuées en violation des conditions d'utilisation de Wikipédia, tant sur la forme (notamment concernant le style encyclopédique, la proportionnalité) que sur le fond (la neutralité de point de vue, la qualité et l'indépendance des sources).
Pour plus de détails, voir Fiche technique et Distribution.
Erotic, Chapitre 1 : Désir et sensualité est un film français écrit, réalisé et monté par Alexandre David Lejuez, sorti en 2020.

## Synopsis
Le film raconte l'histoire d'un jeune homme, Adam, et d'une jeune femme, Angèle, qui se retrouvent un soir, après une séparation de plusieurs années. Leur désir sexuel l'un pour l'autre est toujours présent. Le cœur du film met en jeu cette redécouverte des sens.

## Fiche technique
- Titre : Erotic, Chapitre 1 : Désir et sensualité
- Titre international : Erotic, Chapter 1 : Desire & Sensuality
- Scénario et réalisation : Alexandre David Lejuez
- Directeur de la photographie : Alexandre David Lejuez
- Son : David Oriot
- Régisseur général : Mandy John
- Décoration : Séverine Oriot
- Montage et mixage : Alexandre David Lejuez
- Compositeur : Esteban Debruille
- Production : Noctura Films
- Langue originale : Français
- Genre : Romance, Erotique, Musical, Expérimental
- Durée : 75 minutes
- Format : 16/9 - Couleur
- Sortie : 14 août 2020 (en VàD)

## Distribution
- Adam : Alexandre David Lejuez
- Angèle : Eva Langlet

## Sélections et récompenses
- Prix du meilleur film expérimental au Kiarostami Film Festival (Turquie - 2020)[3]
- Prix du meilleur film expérimental et de la meilleure photographie au Tagore International Film Festival (Inde - 2020)
- Nommé au Prague International Monthly Film Festival pour la meilleure photographie (République Tchèque - Mai 2020)
- Nommé au festival Rome Prisma Independent Film Awards pour le meilleur long-métrage (Italie - Mai 2020)
- Nommé au Vesuvius International Monthly Film Festival pour le meilleur long-métrage et la meilleure photographie (Italie - 2020)[2],[4]
- Nommé au New Cinema Film Festival pour le meilleur film expérimental (Portugal - 2020)[5]

## Autour du film
- Depuis le 14 août 2020, le film est disponible en vidéo à la demande sur la plateforme britannique UK Film Channel[6],[7].
- Le site anglais, UK Film Review, attribue la note de 3/5 au film et le qualifie de « réflexion philosophique » (A philosophical reflexion)[8]
- Cut Frame Magazine considère le film comme une œuvre d'art magistrale (Masterful work of art)[9].
- La bande-annonce du film est disponible sur YouTube et Vimeo[10],[11].